# 도돌
도돌(Dodol)은 단맛이 나는 토피와 비슷한 간식으로 사탕야자가 본 요리의 재료로 사용된다. 주로 동남아시아와 인도 아대륙 지역에서 볼 수 있다. 본래 이 요리는 인도네시아에서 유래되었으며, 말레이시아, 브루나이, 싱가포르, 필리핀, 남아시아(타밀나두 지역과 고아 지역), 스리랑카, 태국, 미얀마 등에서도 알려져 있으며 'mont kalama'라는 명칭으로 불리기도 한다. 코코넛 밀크, 재거리, 쌀가루를 주재료로 하며, 일반적으로 두껍고 끈적거리며 단맛이 난다.

## 역사

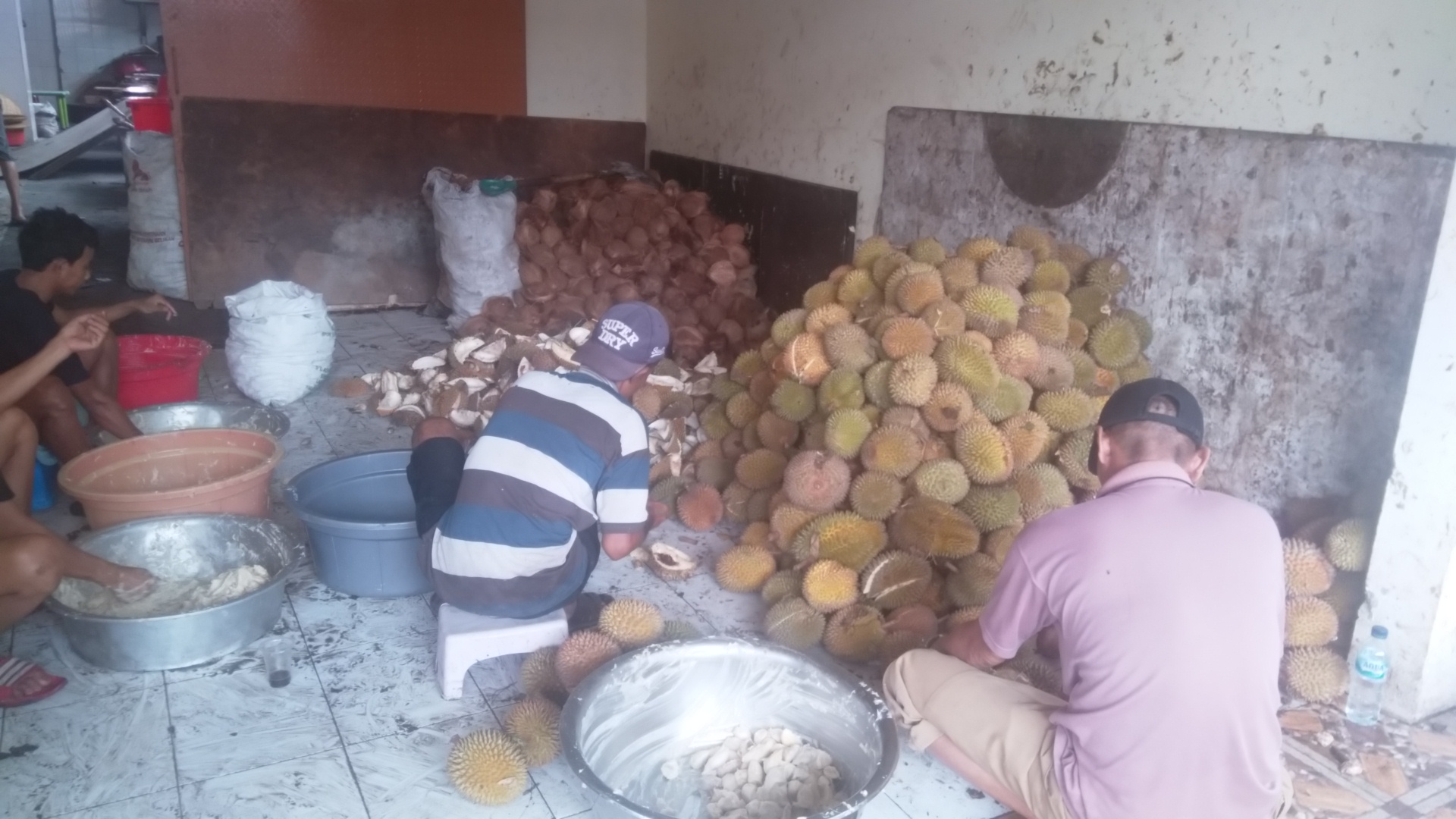
도돌 공장에서 두리안 껍질을 까는 사람들의 모습. 두리안은 고대 자바로부터 도돌의 재료로 사용되었다.

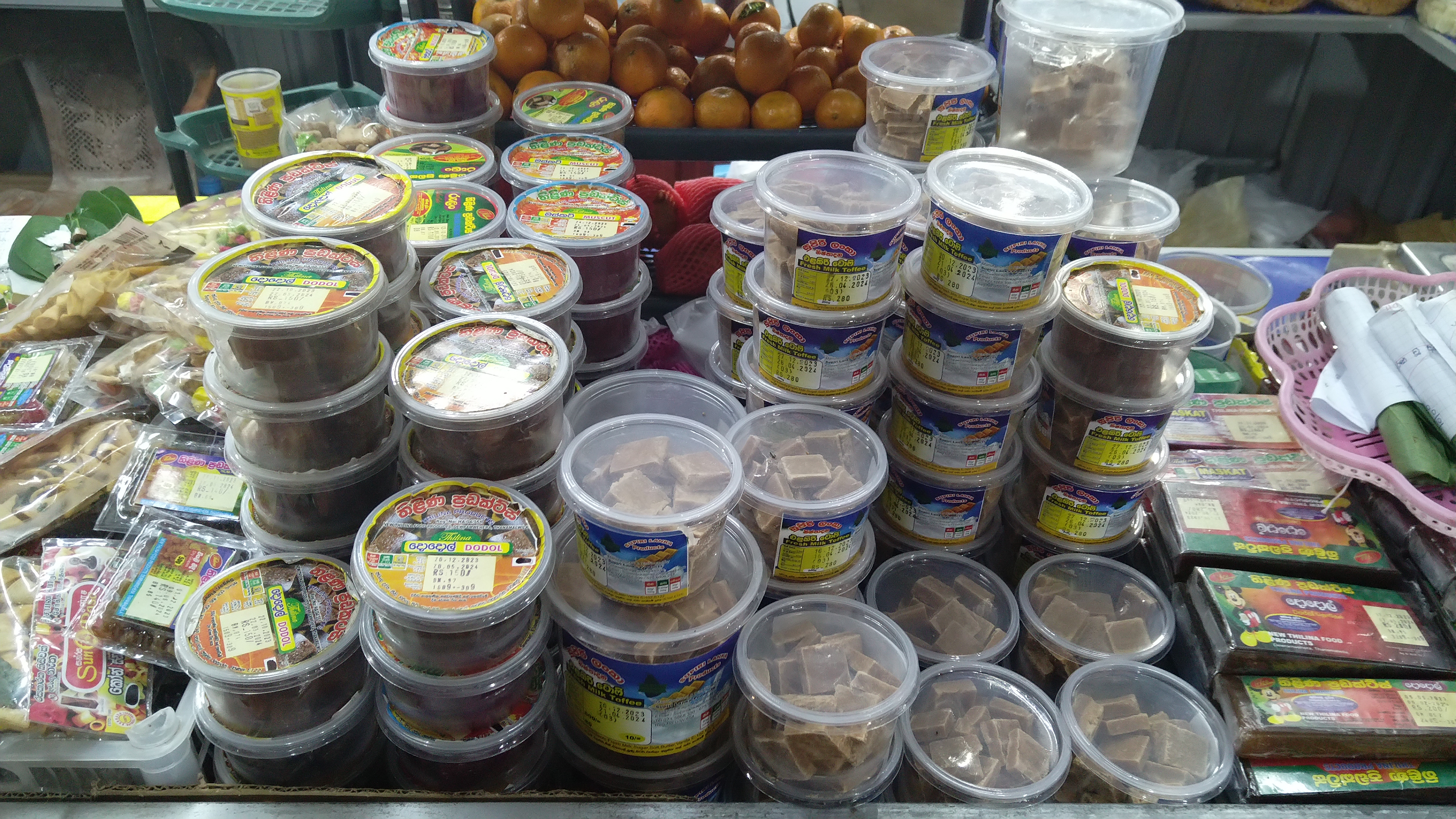
스리랑카에서 판매되고 있는 도돌

단어 '도돌'은 순다어에서 유래되었다고 전해지며, 현대 자와어에서는 'jenang'으로 불리고 있다. 과거, 고대 자와어에서는 이것이 'dwadal'로 불렸다. 고대 자와에서는 이 요리의 이름은 'dwadal'로 불렸으며, 동시기에서는 본 요리가 갈색 코코야자당과 쌀가루, 그리고 두리안과 같은 향료로 만들어졌다. 약 8세기 내지 11세기 즈음, 마타람 왕국에서는 왕궁 연회에서 도돌을 디저트로 대접되었다. 또한, 도돌은 사카 852년 및 서기 930년뎡의 그므안 비문에도 'dwadal'이라는 이름으로 다른 간식들과 함께 언급되었다.
도돌의 제조에 대한 역사는 주재료이자 사탕야자의 수액으로 만들어지는 식재료인 '굴라 아렌'(gula aren)'이라는 명칭으로도 호칭되는 코코야자당와 관련이 있으며, 또 다른 주재료인 쌀가루도 연관되어 있다.
남아시아와 스리랑카에서 도돌은 인도네시아 이주민으로에 의하여 알려졌다. 도돌의 전파는 16세기 및 17세기경 당시 스리랑카를 점령한 포르투갈인의 영향 역시 받은 것으로 알려져 있다. 스리랑카에서는 여러 도돌 제작법이 개발되었으며 그 예로, '칼루 도돌(kalu dodol)'과 같은 것이 있다. 타밀나두 지역의 킬라카라이 지역에서도 이 간식이 알려져 있다. 인도의 고아 지역에서는 크리스마스 간식으로 대접된다.

## 문화

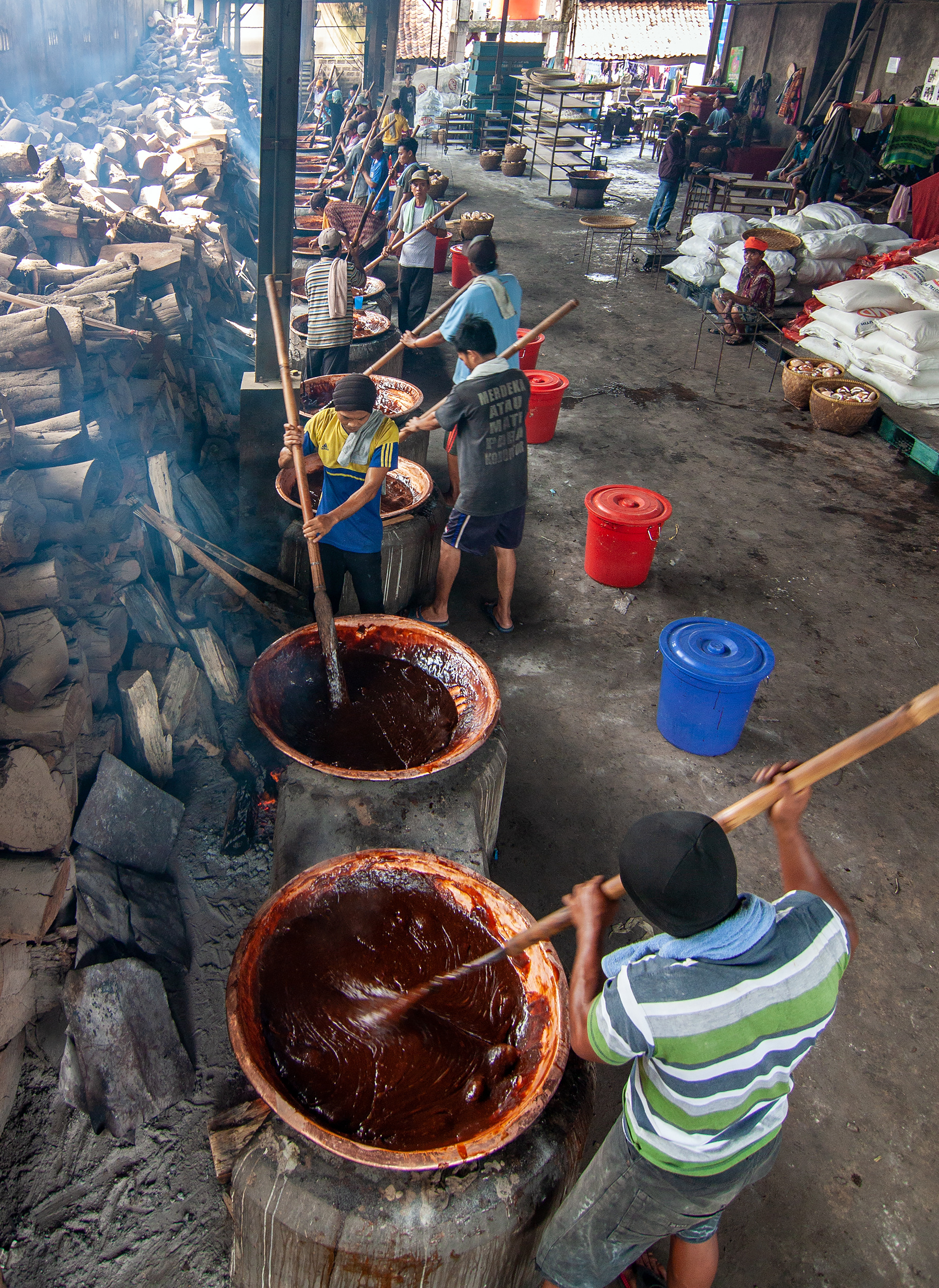
자카르타 주변 탕에랑에서 이루어지는 전통 브타위식 도돌 제작 과정.

인도네시아와 말레이시아와 같은 일부 무슬림 중심 국가에서 도돌이 이드 알피트르와 이드 알아드하와 같은 행사에서 아이들용 간식으로 사용된다. 인도네시아의 발리에서 힌두교가 주력인 지역에서도 발리의 전통 간식으로 여겨진다. 서자와의 가룻은 도돌을 생산하는 주된 곳으로 알려져 있다. 도돌 가룻은 인도네시아의 가룻을 "도돌 마을"이라는 별명을 붙이게 만든 것으로 잘 알려져 있다.
브타위인 사이에서는 르바란(이드 알피트르) 때 도돌을 가족과 함께 만들기도 한다. 전통적인 수제 기법으로 만들어진 도돌 브타위를 생산하는 곳은 남자카르타의 파사르 밍구와 자카르타 주위의 지역에 위치하고 있다. 인도네시아의 중국인 공동체 사이에서는 도돌이 '임렉'(imlek, 춘절)의 과자인 도돌 치나(dodol cina, '중국식 도돌'이라는 의미임)로도 사용되기도 한다.
또한 도돌은 로마 가톨릭교도에게도 알려져 있으며, 이들 중 뭄바이, 고아, 망갈로르의 봄베이 동인도인들 역시 포함된다. 도돌 하지 이데리스(Dodol Hj Ideris)는 도돌을 제조하는 회사로, 오늘날 이란을 포함한 중동 시장으로 뻗어갔다. 필리핀 파와이의 가톨릭교도는 종교적인 축제인 '굴링 굴링 페스티벌'(Guling-Guling Festival)을 열기도 하는데, '두돌'은 이 축제에서 사용되는 음식이다. 이 축제는 16세기 당시의 스페인 식민통치 시기에 스페인 신부에 의하여 시작된 전통적인 축제로, 파와이 성당에서 축제가 끝나고 사순절이 시작되는 재의 수요일 전 화요일에 열린다. 이 때 현지 주민들은 현지의 방식으로 옷을 입고, 가구를 정리하며 길거리 축제와 문화 공연, 쇼, 그리고 일로카노의 요리 전시회가 열리며 관광객들도 접근 가능하다. '굴링'(Guling)이라고 이름 붙여진 의례로 시작되는데 의례의 이름인 '굴링'은 '표시' 등으로 번역될 수 있다. 과거에는 파와이의 시장은 사람들의 이마에 젖은 쌀가루로 하얀 십자가를 그렸다.

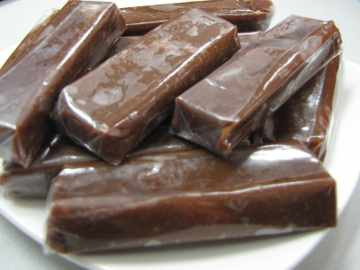
인도네시아 반둥 Pangaleangan의 도돌 수수. 우유가 재료로 들어간다. 이름의 '수수(susu)'는 인도네시아어로 '우유'를 뜻하는 단어이다.

관련된 필리핀 디저트로는 칼라마이(Kalamay, 설탕을 뜻함)가 있으며, 도돌의 재료로 주로 쓰이는 야자당 대신 사탕수수당을 사용한다. 또한, 칼라마이는 주로 쌀가루가 아닌 찹쌀가루를 사용하기 때문에 도돌과 달리 액테 상태로 존재한다. 그러나 기본적인 재료와 조리법은 도돌과 유사하다.
두돌른 일로코스 지방에서도 알려져 있는 식품이다. 일로카노 두돌른 '디켓'(diket)이라 불리는 쌀가루와 코코넛 밀크, 그리고 '벤날'이라 불리는 사탕수수 즙으로 만들어진다. 남부 필리핀의 민다나오섬과 술루 군도의 '도돌'(Dodol) 및 '두둘'(Dudul)은 인도네시아와 말레이시아에서 주로 사용되는 형태와 비슷하며, 이러한 형태가 주로 쓰이는 이름과 같은 이름으로 불린다. 이것을 차리기 전에는 옥수수 껍질이나 디스크 형태로 자른 색깔이 있는 셀로판지로 감싼 두꺼운 원통으로 감싼다. 칼라마이처럼 필리핀식 도돌은 찹쌀가루 반죽과 사탕수수로 만들어진 흑설탕이 재료로 사용된다.